# Tu ridi
Tu ridi is een Italiaanse dramafilm uit 1998 onder regie van Paolo en Vittorio Taviani.

## Verhaal
De film bestaat uit twee segmenten. In het eerste verhaal loopt de operacarrière van Felice spaak door een hartkwaal. Bovendien verdenkt zijn vrouw hem van ontrouw, omdat hij lacht in zijn slaap. In het tweede verhaal wordt de 12-jarige zoon van een gearresteerde maffiabaas ontvoerd om zijn vader tot zwijgen te dwingen. In diezelfde streek vond honderd jaar eerder al een andere ontvoering plaats.

## Rolverdeling
| Acteur             | Personage        |
| ------------------ | ---------------- |
| Antonio Albanese   | Felice Tespini   |
| Giuseppe Cederna   | Tobia Rambaldi   |
| Luca Zingaretti    | Gino Migliori    |
| Dario Cantarelli   | Arts             |
| Elena Ghiaurov     | Marika           |
| Sabrina Ferilli    | Nora             |
| Turi Ferro         | Dr. Ballarò      |
| Lello Arena        | Rocco            |
| Steve Spedicato    | Vincenzo Gangemi |
| Orio Scaduto       | Fillico          |
| Ludovico Caldarera | Chiche           |
| Roberto Fuzio      | Manuzza          |